# Rhodopina subuniformis
Rhodopina subuniformis là một loài bọ cánh cứng trong họ Cerambycidae.